# Yeon Gaesomun (série télévisée)
Yeon Gaesomun (hangeul: 연개소문; hanja 淵蓋蘇文) est une série télévisée sud-coréenne, elle rentre aussi dans la catégorie des sageuks, la série est diffusée du 8 juillet 2006 au 17 juin 2007 sur SBS. Le budget de la série fut de 40 milliards de won sud-coréen.
Il s'agit d'une adaptation de la vie du chef politique et militaire coréen Yeon Gaesomun, notamment interprétée par Lee Tae-gon, Hwang In-young, Lee Jung-gil et Son Tae-young.

## Synopsis
Yeon Gaesomun était un général et un puissant dictateur militaire. En 642, il tua le roi de Goguryeo, Yeongnyu et installa le neveu de ce dernier, Bojang sur le trône. À la suite de ça, il va réprimer le bouddhisme (religion officielle de Goguryeo) pour mettre en place le taoïsme.

## Distribution

### Acteurs principaux
- Yoo Dong-geun [3] : Yeon Gaesomun
  - Lee Tae-gon [3] : Yeon Gaesomun (jeune)
  - Eun Won-jae : Yeon Gaesomun (enfant)
- Na Han-il : Ohn Sa Moon
- Hwang In-young : Yeon So Jung
- Kim Kap-soo : Empereur Yang de Sui
- Lee Jung-gil : Eul Ji Mun Duk
- Won Goo Yun : Joui Seonin
- Son Tae-young : Hong Bol Hwa
- Park Si-yeon : Cheon Gwan Nyeo
- Yoon Seung-won : Kim Yoo Shin
  - Lee Jong-soo : Kim Yoo Shin (jeune)
  - Lee David : Kim Yoo Shin (enfant)

### Acteurs secondaires
- Seo In-seok : Tang Taizong
  - Lee Joo-hyeon : Lee Shimin (Tang Taizong jeune)
- Ahn Jae-mo : Yeon Nam Saeng
- Lee So-won : Hong Mae
- Lee Hyo-jung : Yang Je (jeune)
- Lee Jae-eun : maîtresse de Soo Yang Je
- Park In-hwan : Père de Yeon Gaesomun
- Choi Jong-hwan : Ryu Tae (Yeongnyu de Goguryeo)

- Choi Kyu-hwan : Saeng Hae
- Yoo Tae-woong : Seol In Gwi
- Jung Wook : Yang Liang
- Baek Seung-hyeon : Munmu de Silla
- Choi Jae-sung : Lee Mil
- Choi Jung-woo : Li Jiancheng
- Shin Dong-hun : Yang Manchun
- Maeng Ho-rim : Wee Jing
- Park Young-ji : Bang Hyun Ryung
- Park Yoon-bae : Bae Goo
- Kim Ki-bok : Kim Heum Soon (petit frère de Yoo Shin)
  - Lee Kyun : Kim Heum Soon (jeune)
- Lee Kyung-hwa : Reine Sobi (femme de Soo Yang Je)
- Yoon Chul Hyung : Woomun Hwa Geub
- Seo Kap-sook : Mi Shil
- Jung Ui-kap : Sul Tal
- Jung Heung-chae : Gyebaek
- Moon Hoe-won : King Uija de Baekje
- Jo Sang-goo : Jook Ri
- Lee Chang : General Jo Sam Hyang
- Lee Se-eun : Go So Yeon
- Ban Min-jung : So Sook Bi
- Jun Hyun-ah : Impératrice Wang
- Im Byung-ki : Lee Sa Ma
- Kim Hong-pyo : Yeon Namgeon
- Hong Soon-chang : Shim Sook Ahn
- Sun Dong-hyuk : Bang Hyo Tae
- Im Chae-hong : Lee Wongil
- Park Chul
- Yang Hyun-min
- Lee Jin-ah
- Lee Il-woong
- Kim Myung-jin
- Song Seung-yong
- Maeng Bong-hak
- Kim Jung-hak
- Lee Seung-ki
- Kim Seung-gi
- Seo Ho-chul
- Kim Jong-kook
- Baek In-chul

## Diffusion
- SBS (2006-2007)